# Àrea insular dels Estats Units

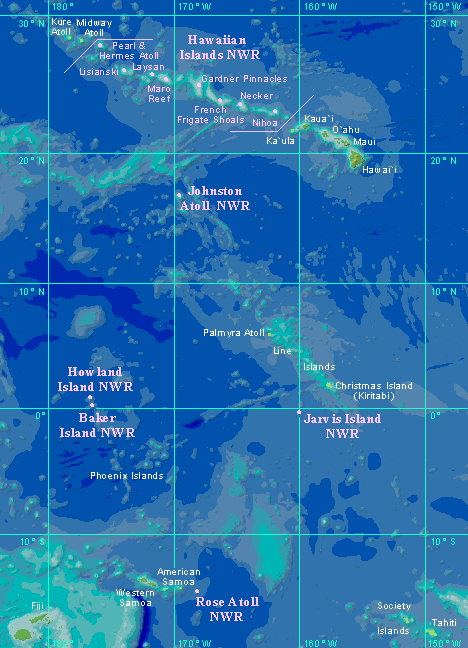
Reserves naturals nord-americanes (NWR, Natural Wildlife Reserve) al Pacífic central, entre les illes Hawaii i Samoa.

Una àrea insular és un terme genèric utilitzat per l'administració dels Estats Units per a referir-se als territoris que no formen part de cap dels estats federats.
En general, els habitants de les àrees insulars tenen la ciutadania nord-americana, encara que no paguen impostos federals, no participen en les eleccions presidencials, ni tenen representants al Congrés. Els productes manufacturats en àrees insulars poden portar l'etiqueta « made in the USA ».

## Geografia
Les illes que es consideren àrees insulars són:
- Al Carib:
  - Illa Navassa
  - Puerto Rico
  - Illes Verges Nord-americanes
- A Oceania:
  - Guam
  - Illes Mariannes Septentrionals
  - Samoa Nord-americana
  - Illes d'Ultramar Menors dels Estats Units. A més de l'illa Navassa al Carib, la resta són: illa Baker, illa Howland, illa Jarvis, atol Johnston, escull Kingman, atol Midway, atol Palmyra i illa Wake.

Les illes d'Ultramar Menors són deshabitades, sense una població estable. La resta d'àrees insulars són habitades.

## Política
Els estatus polítics de les àrees insulars són:
- Territoris incorporats (on s'aplica la Constitució nord-americana): només ho és l'atol Palmyra. La resta són territoris no incorporats.
- Territoris organitzats (que disposen d'un govern local): Guam, illes Mariannes Septentrionals, Puerto Rico i les illes Verges Nord-americanes. La resta són territoris no organitzats. La Samoa Nord-americana oficialment és un territori no organitzat, però a la pràctica té un govern autònom sota l'autoritat del Departament de l'Interior.
- Mancomunitat o commonwealth (territoris organitzats amb acords específics amb el govern federal): les illes Mariannes Septentrionals i Puerto Rico.